# № 1 (шхуна, 1826)
№ 1 — парусная шхуна Беломорской флотилии Российской империи, первая из двух шхун типа «Номерная», участник экспедиций по описанию берегов Белого моря.

## Описание судна
Парусная шхуна с деревянным корпусом, одна из двух шхун типа «Номерная», строившихся на Соломбальской верфи в 1826 и 1828 годах. Длина шхуны между перпендикулярами по сведениям из различных источников составляла от 14,9 до 14,94 метра, ширина с обшивкой от 5 до 5,3 метра, а осадка от 2,1 до 2,6 метра. Вооружение судна состояло из восьми орудий.

## История службы
Шхуна № 1 была заложена на Соломбальской верфи 9 (21) марта 1826 года и после спуска на воду 5 (17) июля 1826 года вошла в состав Беломорской флотилии России. Строительство вёл корабельный мастер капитан В. А. Ершов.
C 1827 по 1832 год в составе отряда М. Ф. Рейнеке принимала участие в Беломорских экспедициях с целью гидрографических исследований по описанию берегов Белого моря от бара Северной Двины до мыса Святой Нос. 
В кампании 1836 и 1837 годов выходила в плавания в Белое море для определения мест постановки маяков и доставки материалов для их строительства. В 1839 и 1840 годах также совершала плавания в Белом море. При этом в кампанию 1840 года командир шхуны лейтенант Н. Ф. Корсаков был награждён орденом Святого Станислава III степени. 
В 1841 году выходила в плавания в Белое море и подверглась тимберовке, а в 1845 году была разобрана в Архангельске.

## Командиры шхуны
Командирами парусной шхуны № 1 в составе Российского императорского флота в разное время служили:
- Н. Ф. Ломен (1827 год);
- B. C. Нелидов (1828—1832 год);
- лейтенант Н. Ф. Корсаков (1836—1840 год)[6];
- лейтенант А. Я. Шигорин (1841 год)[9].